# Corrupció de dades

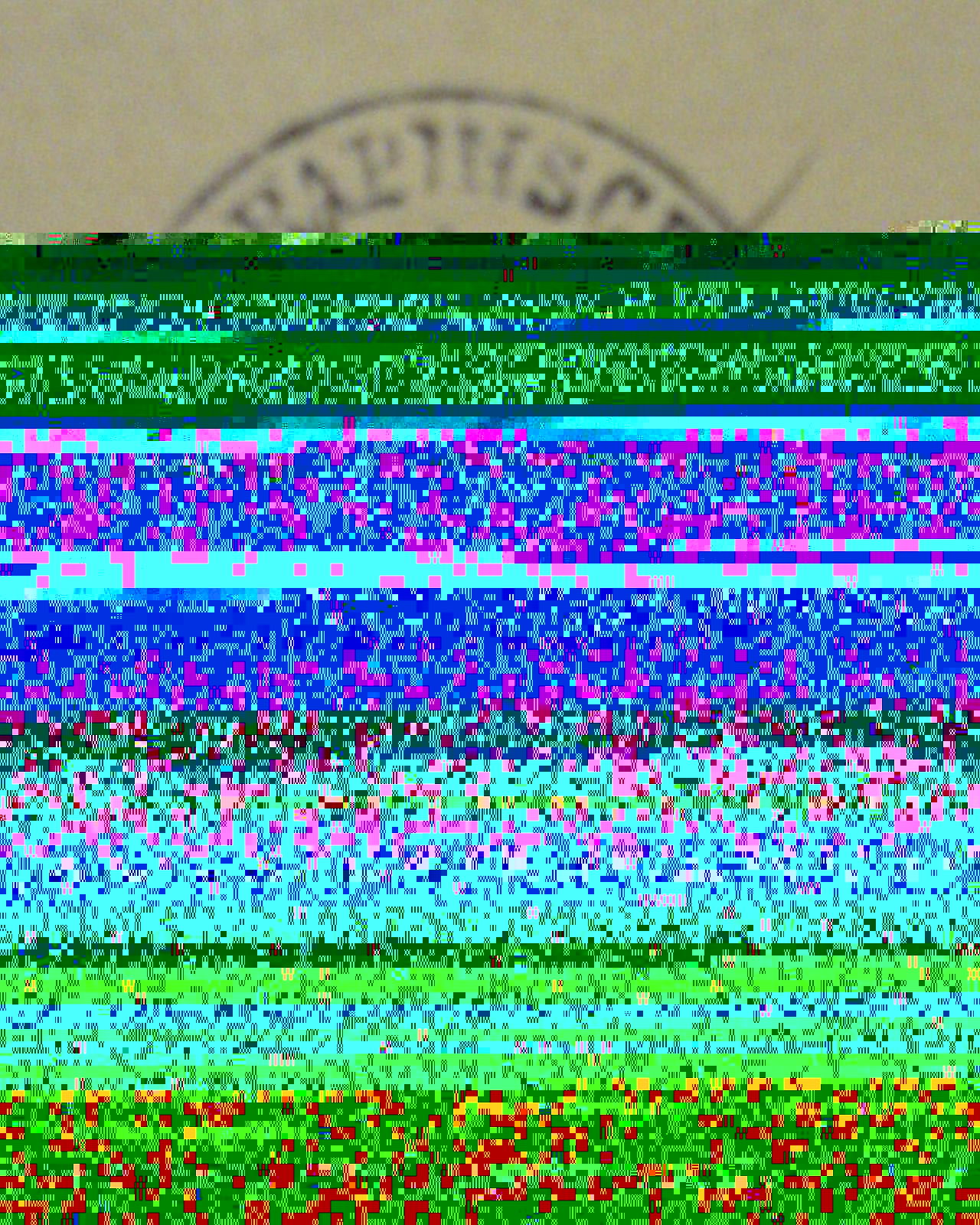
Corrupció de dades fotogràfiques; en aquest cas, el resultat d'una recuperació de dades fallida d'un disc dur

La corrupció de dades fa referència als errors en les dades de l'ordinador que es produeixen durant l'escriptura, la lectura, l'emmagatzematge, la transmissió o el processament, que introdueixen canvis no desitjats a les dades originals. Els sistemes informàtics, de transmissió i d'emmagatzematge utilitzen una sèrie de mesures per proporcionar integritat de les dades d'extrem a extrem o la manca d'errors.
En general, quan es produeix una corrupció de dades, un fitxer que conté aquestes dades produirà resultats inesperats quan hi accedeixi el sistema o l'aplicació relacionada. Els resultats podrien anar des d'una pèrdua menor de dades fins a un error del sistema. Per exemple, si un fitxer de document està danyat, quan una persona intenta obrir-lo amb un editor de documents pot rebre un missatge d'error, per tant és possible que el fitxer no s'obri o que s'obri amb algunes de les dades danyades (o en alguns casos)., totalment corrupte, deixant el document inintel·ligible). La imatge adjacent és un fitxer d'imatge danyat en el qual s'ha perdut la major part de la informació.

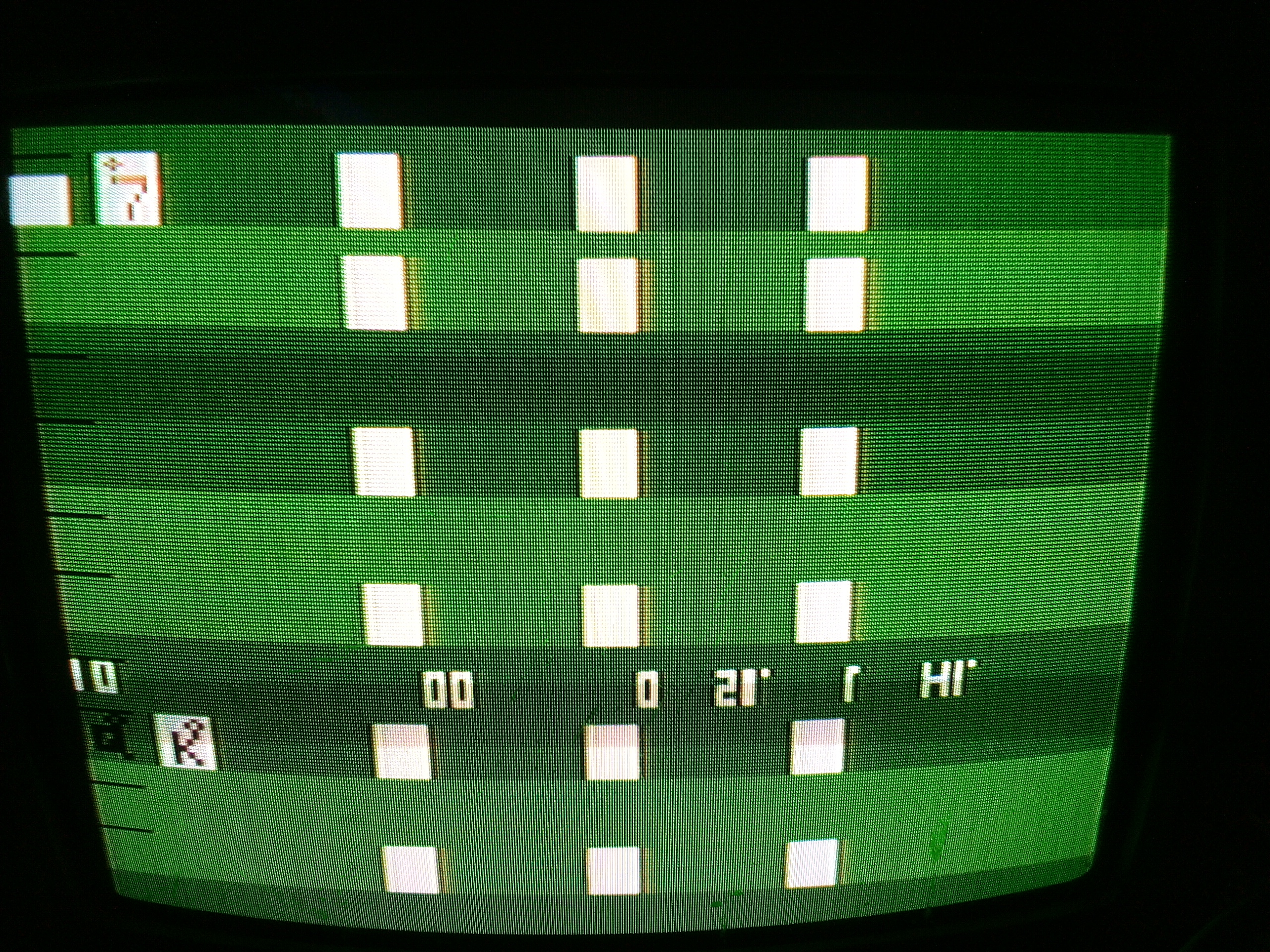
Foto d'un Atari 2600 amb RAM danyada.

Alguns tipus de programari maliciós poden corrompre fitxers de manera intencionada com a part de les seves càrregues útils, generalment sobreescrivint-los amb codi inoperatiu o brossa, mentre que un virus no maliciós també pot corrompre fitxers sense voler quan hi accedeix. Si un virus o troià amb aquest mètode de càrrega útil aconsegueix alterar fitxers crítics per al funcionament del programari del sistema operatiu o del maquinari físic de l'ordinador, és possible que tot el sistema es torni inutilitzable.
Alguns programes poden donar un suggeriment per reparar el fitxer automàticament (després de l'error) i alguns programes no el poden reparar. Depèn del nivell de corrupció i de la funcionalitat integrada de l'aplicació per gestionar l'error. Hi ha diverses causes de la corrupció.

## Visió general
Hi ha dos tipus de corrupció de dades associats als sistemes informàtics: no detectat i detectat. La corrupció de dades no detectada, també coneguda com a corrupció de dades silenciosa, provoca els errors més perillosos, ja que no hi ha cap indicació que les dades siguin incorrectes. La corrupció de dades detectada pot ser permanent amb la pèrdua de dades, o pot ser temporal quan alguna part del sistema és capaç de detectar i corregir l'error; no hi ha corrupció de dades en aquest últim cas.
La corrupció de dades es pot produir a qualsevol nivell d'un sistema, des de l'amfitrió fins al medi d'emmagatzematge. Els sistemes moderns intenten detectar la corrupció en moltes capes i després recuperar o corregir la corrupció; això gairebé sempre té èxit, però molt poques vegades la informació que arriba a la memòria del sistema es corromp i pot provocar resultats impredictibles.

## Contramesures
Quan la corrupció de dades es comporta com un procés de Poisson, on cada bit de dades té una probabilitat baixa independent de canviar-se, la corrupció de dades generalment es pot detectar mitjançant l'ús de sumes de control i sovint es pot corregir mitjançant l'ús de codis de correcció d'errors (ECC).
Si es detecta una corrupció de dades no corregible, es poden aplicar procediments com ara la retransmissió automàtica o la restauració a partir de còpies de seguretat. Determinats nivells de matrius de discs RAID tenen la capacitat d'emmagatzemar i avaluar bits de paritat per a les dades d'un conjunt de discs durs i poden reconstruir les dades danyades en cas de fallada d'un o diversos discs, depenent del nivell de RAID implementat. Algunes arquitectures de CPU utilitzen diverses comprovacions transparents per detectar i mitigar la corrupció de dades a la memòria cau de la CPU, els buffers de la CPU i els canals d'instruccions; un exemple és la tecnologia Intel Instruction Replay, que està disponible als processadors Intel Itanium.
Molts errors són detectats i corregits per les unitats de disc dur mitjançant els codis ECC que s'emmagatzemen al disc per a cada sector. Si la unitat de disc detecta diversos errors de lectura en un sector, pot fer una còpia del sector que falla en una altra part del disc, tornant a assignar el sector fallit del disc a un sector de recanvi sense la implicació del sistema operatiu (tot i que això pot es retardarà fins a la propera escriptura al sector). Aquesta "correcció silenciosa" es pot controlar mitjançant SMART i les eines disponibles per a la majoria dels sistemes operatius per comprovar automàticament la unitat de disc per detectar errors imminents vigilant si els paràmetres SMART es deterioraven.
Alguns sistemes de fitxers, com ara Btrfs, HAMMER, ReFS i ZFS, utilitzen dades internes i suma de comprovació de metadades per detectar la corrupció de dades en silenci. A més, si es detecta una corrupció i el sistema de fitxers utilitza mecanismes RAID integrats que proporcionen redundància de dades, aquests sistemes de fitxers també poden reconstruir les dades danyades d'una manera transparent. Aquest enfocament permet una protecció millorada de la integritat de les dades que cobreix totes les rutes de dades, que normalment es coneix com a protecció de dades d'extrem a extrem, en comparació amb altres enfocaments d'integritat de dades que no abasten diferents capes de la pila d'emmagatzematge i permeten que es produeixi corrupció de dades mentre les dades superen els límits entre les diferents capes.